# Enfermés dans la toile
Enfermés dans la toile (The Bells Of Saint John) est le sixième épisode de la septième saison de la deuxième série de la série télévisée britannique de science-fiction Doctor Who, diffusé sur BBC One le 30 mars 2013. Matt Smith y tient le rôle du onzième Docteur et Jenna-Louise Coleman celui de la nouvelle compagne du Docteur, Clara.
Dans cet épisode, qui se déroule à Londres à l'époque contemporaine, quelque chose se trame dans le réseau Wi-Fi, et le Docteur et Clara combattent un nouvel ennemi, les Face de Cuillère.

## Distribution
- Matt Smith (VFB : Marc Weiss) : Le Docteur
- Jenna-Louise Coleman (VFB : Marielle Ostrowski) : Clara Oswald
- Celia Imrie (VFB : Stéphane Excoffier) : Miss Kislet
- Robert Whitlock (VFB : Benoît Grimmiaux) : Mahler
- Dan Li (VFB : Alexandre Crépet) : Alexei
- Manpreet Bachu (VFB : Fabian Finkels) : Nabile
- Sean Knopp (VFB : Laurent Bonnet) : Paul
- James Greene  : L'Abbé
- Geff Francis (VFB : Philippe Résimont) : George
- Eve de Leon Allen (VFB : Mélissa Windal) : Angie
- Kassius Carey Johnson  : Artie
- Danielle Eames } : Petite fille
- Fred Pearson (VFB : Yves Degen) : Barman de la cafétéria
- Jade Anouka (VFB : Myriem Akheddiou) : Serveuse
- Olivia Hill (VFB : Laurence César) : Présentatrice du journal
- Isabella Blake-Thomas  : Enfant
- Matthew Earley  : Homme
- Antony Edridge  : Pilote
- Richard E. Grant (VFB : François Mairet) : La Grande Intelligence

Avec les voix de :   
- Renaud Cagna - Homme barbu
- Naïma Ostrowski - Clara jeune
- Valérie Lemaitre - Ellie
- Heidi Ostrowski - Alien
- Blanche Delhausse - Merry

### Version française
- Version française - Dubbing Brothers
- Adaptation - Olivier Lips et Rodolph Freytt
- Direction artistique - David Macaluso
- Mixage - Marc Lacroix

## Accroche
Les recherches du Docteur pour retrouver Clara Oswald l’amènent au Londres contemporain où le Wi-Fi est partout. L’humanité vit dans une sorte de « soupe » de Wi-Fi. Mais quelque chose de dangereux se cache dans le signal, emprisonnant les esprits. Alors que Clara devient la cible de cette menace, le Docteur fait tout pour la sauver, ainsi que le monde, d’un ennemi ancien.

## Préquelle
Une préquelle de l'épisode a été diffusée le 23 mars 2013, qui n'apparaîtra pas dans l'épisode.
Dans celle-ci, alors que le Docteur désespère de retrouver Clara dans le présent, il médite dans un parc, assis sur une balançoire. Une petite fille l'aborde et trouve surprenant que le Docteur joue encore à la balançoire vu son âge. Les deux conversent, le Docteur est amené à lui dire qu'il est à la recherche d'une amie. À la fin, la petite fille lui souhaite de la retrouver, et elle retourne près de sa mère qui l'attendait plus loin. Celle-ci lui dit :
« Dis donc, Clara Oswald, ne t'ai-je pas dit plein de fois de ne pas parler aux étrangers ? »

## Résumé
À l'époque contemporaine, un homme appelé Nabile raconte l'histoire d'un réseau Wi-Fi extrêmement dangereux qui selon lui vole l'esprit des humains, les tuant physiquement mais préservant leur conscience. À la fin de son monologue, il révèle qu'il s'est lui aussi fait voler et stocker l'esprit.
En Cumbria, en l'année 1207, un groupe de moines annonce à l'un d'entre eux, qui s'avère être le Docteur, que « les cloches de Saint-Jean » sont en train de sonner. Le Docteur s'est isolé pour réfléchir à son enquête sur Clara. Les cloches sont en fait le téléphone extérieur du TARDIS, celui-ci portant un logo Ambulance Saint-Jean. Répondant au téléphone, le Docteur comprend que son interlocutrice, qui appelle de Londres dans les années 2010 pour des problèmes avec sa connexion Wi-Fi, est Clara. Au cours de la conversation avec le Docteur, elle se connecte au réseau mentionné dans le monologue introductif. Ayant retrouvé Clara, le Docteur se rend à sa maison, où il l'interroge et lui demande si elle se souvient de lui. Clara lui ferme la porte au nez, et il s'en va pour quitter sa robe de bure. Tandis qu'il est parti, un Face de cuillère fait irruption dans la maison, envoyé par une organisation mystérieuse dirigée par Miss Kislet, et commence à télécharger Clara dans un nuage de données.
Le Docteur revient, et, trouvant Clara inconsciente, il parvient à inverser le téléchargement. Le robot « Face de cuillère » utilise un camouflage basé sur les pensées de sa future victime - il a pris ici l'apparence d'un personnage d'un roman lu par Clara. Le Docteur la dépose dans sa chambre, et installe un poste de surveillance au pied de sa maison où il a posé son TARDIS. Clara s'éveille et parle au Docteur, et elle explique qu'elle est une amie de la famille qui vit dans la maison, et qu'elle prend soin des enfants — tout comme la précédente version de Clara qu'il a rencontrée était gouvernante. Ils s'aperçoivent que Clara a acquis de grandes connaissances en informatique à la suite du téléchargement partiel dont elle a été victime. Arrive un autre Face de cuillère, envoyé après Clara, puis toutes les lumières du voisinage s'allument, commandées par le Wi-Fi. Les lumières du reste de Londres s'éteignent, et le Docteur et Clara voient au loin un avion de ligne qui plonge vers eux. Ils se rendent à bord de l'avion en utilisant le TARDIS, et le Docteur parvient à redresser l'appareil et à ranimer l'équipage et les passagers, rendus inconscients par le Wi-Fi.
Le Docteur et Clara voyagent dans le temps jusqu'au lendemain matin, puis se rendent à moto jusqu'à un café près de Saint-Paul, où Clara utilise son ordinateur portable pour pirater les webcams de l'organisation mystérieuse, et ensuite rechercher son personnel sur les sites des réseaux sociaux, où ils ont donné leur lieu de travail, The Shard. Tandis que le Docteur s'éloigne, une réplique Face de Cuillère de lui parvient à télécharger Clara. Le Docteur découvre le drame, se précipite vers The Shard sur sa moto, et atteint le bureau de Kislet. Il lui demande d'extraire Clara du nuage de données — Kislet annonce que ce n'est possible que si tout le monde est déchargé en même temps.
Le vrai Docteur s'avère être encore au café, et a reprogrammé la version Face de Cuillère du Docteur, le contrôlant à distance depuis l'ordinateur de Clara. Le Face de cuillère télécharge Kislet comme motivation pour qu'elle libère l'intégralité du nuage. Ayant fait cela, le Docteur s'en va, et Kislet annonce son échec au dirigeant de l'organisation, qui s'avère être la Grande Intelligence. Il lui ordonne de rétablir tous les autres membres de l'organisation à leur « paramètres constructeur », juste au moment où UNIT arrive et prend le contrôle. Il est alors révélé que Miss Kislet est tombée sous l'emprise de la Grande Intelligence quand elle était enfant et a passé ainsi toute sa vie adulte, au moment où Kislet (parlant avec la voix d'une enfant), supplie les agents d'UNIT de lui dire où sont sa maman et son papa.
Clara et le Docteur parlent ensuite à bord du TARDIS, et le Docteur l'invite à voyager avec lui. Elle refuse, mais lui dit de revenir le lendemain et de demander encore.

### Continuité
- Summer Falls, le livre que Clara voit Artie lire, a été écrit par « Amelia Williams », qui est le nom de l'ancienne compagne du Docteur, Amy Pond, après son mariage[3],[4].
- Comme dans « L’Asile des Daleks » et « La Dame de glace », Clara prononce la phrase "Run You Clever Boy, And Remember" cette fois comme procédé mnémotechnique pour retenir le mot de passe du Wi-fi.
- De même, Clara est une nounou (comme dans « La Dame de glace ») et elle trouve la phrase "Oswald for the Win... Oswin" qui renvoie à son pseudonyme dans « L’Asile des Daleks ».
- Le Docteur parle d'une motocyclette qu'il a utilisée lors des « Olympiades Anti-gravité de 2074 » - les Olympiades Anti-gravité furent aussi mentionnées dans les premiers moments de l'épisode de 2006 « Un loup-garou royal ».
- Le Docteur mange un gâteau avec un centre rouge (Jammie Dodgers) qu'il avait fait passer pour un bouton d'auto-destruction dans « La Victoire des Daleks ».